# Чёрный палтус
Чёрный палтус, или синекорый палтус (лат. Reinhardtius hippoglossoides), — вид лучепёрых рыб из семейства камбаловых, единственный в одноимённом роде  (Reinhardtius). Представители вида распространены в северных частях Атлантического и Тихого океанов и в морях Северного Ледовитого океана. Морские бентопелагические рыбы. Обитают на глубинах от 10 до 2000 м. Хищники; питаются рыбами, головоногими и ракообразными. Максимальная длина тела 130 см. Ценная промысловая рыба, мировые уловы в 2010-х годах превышали 100 тысяч тонн.

## Таксономия и этимология
Чёрный палтус впервые описан немецким натуралистом Иоганном Вальбаумом (нем. Johann Julius Walbaum, 1724—1799) в 1792 году под биноменом Pleuronectes hippoglossoides. В 1861 году американский ихтиолог Теодор Гилл выделил данный вид в отдельный род Reinhardtius.
Родовое латинское название дано в честь норвежского зоолога Йоханнеса Рейнхардта (1778—1845), чьи работы о рыбах Гренландии неоднократно цитировались Гиллом.

## Описание
Тело удлинённое, покрыто мелкой циклоидной чешуёй. Глаза расположены на правой стороне головы. Верхний глаз расположен на верхнем крае головы. Рот большой, с симметрично расположенными острыми зубами. На верхней челюсти зубы расположены в два ряда, а на нижней — в один ряд. Жаберные тычинки короткие и толстые; на верхней части первой жаберной дуги 2—4 жаберных тычинок, на нижней 10—12. Грудные плавники на обеих сторонах тела примерно одинаковой длины. Длинный спинной плавник с 83—108 мягкими лучами начинается за глазом и тянется до хвостового стебля. В анальном плавнике 62—84 мягких лучей, нет колючего шипа. Хвостовой плавник усечённый. Боковая линия с 100 —119 чешуйками, почти прямая, на голове разветвляется. Верхняя ветвь доходит до верхнего глаза, нижняя ветвь проходит под нижним глазом. Глазная сторона тёмная, от серовато-коричневой до коричневой. Слепая сторона бледнее с синеватым отливом.
Максимальная длина тела 130 см, обычно до 80—100 см; масса до 44,5 кг. 

## Биология

### Размножение
В Беринговом море самцы чёрного палтуса впервые созревают при длине тела 30—60 см в возрасте 3—6 лет; самки впервые созревают при сходных размерах в возрасте 5—7 лет. Половина самцов в популяции созревает при средней длине тела 51 см в возрасте 4—6 лет, а половина самок — при средней длине тела 61 см в возрасте 6—7 лет. У берегов восточной Камчатки и северных Курильских островов половозрелые самцы и самки начинают встречаться после достижения ими длины 30—35 см, в возрасте для самцов 4, а самок — 5 лет. 50% самцов созревают при длине около 40 см, а самок — 40–45 см. В восточной части Охотского моря самцы чёрного палтуса начинают созревать в диапазоне длины тела 35–49 см, в возрасте 5 лет, а самки — при длине 30–61 см, в возрасте 6 лет. Массовое созревание происходит у самцов длиной 60 см, в возрасте 7 лет, у самок — по достижении длины 65 см и возраста 9 лет.
Икра чёрного палтуса крупная, её размеры зависят от размеров тела. По данным разных авторов диаметр икринок варьирует от 1,8 до 4,5 мм. Индивидуальная абсолютная плодовитость этого вида в северной части Тихого океана находится в пределах от 24 до 262 тысяч икринок со средней величиной 69 тысяч. Относительная плодовитость наиболее высока у палтуса из восточной части Берингова моря, где она колеблется от 8 до 20 шт. при средней величине 14 шт. ооцитов на 1 г массы тела самки без внутренностей. Плодовитость чёрного палтуса из северной Атлантики изменяется от 6,4 до 215,0 тысяч икринок.

### Питание
У берегов Шпицбергена в зимние месяцы неполовозрелые особи чёрного палтуса (длина тела от 7 до 65 см) питались рыбами и ракообразными. Основными кормовыми организмами были атлантическая треска, сайка и северная креветка (Pandalus borealis). Мелкие особи чёрного палтуса предпочитали мелких ракообразных и сайку, тогда как более крупные палтусы питались преимущественно креветками, молодью трески и других крупных рыб.
В Карском море в состав рациона чёрного палтуса входили представители 31 таксона животных организмов. Основу питания составляли различные виды рыб, их доля достигала 98 % общей массы пищевого комка. Пелагические и донные ракообразные (1,4 % массы пищевого комка) не играли существенной роли в питании. В желудках чёрного палтуса встречались 10 видов рыб (сайка, мойва, молодь трески, липарисы, триглопсы, коттункулы, ликоды, миктофовые). Наиболее интенсивно потреблялась сайка и липарисы (преимущественно Liparis fabricii). Из ракообразных в желудках палтуса встречались представители Hyperiidae и Euphausiidae, а также северная креветка. Наблюдались изменения в интенсивности питания и спектр кормовых организмов по мере роста рыб. У рыб длиной 10—49 см основу питания составляла сайка, у особей длиной 50—59 см в питании доминировали ликоды.
В Беринговом море питание чёрного палтуса было наиболее разнообразным: гастроподы, головоногие, ракообразные, офиуры и рыбы. В состав рациона входили 14 видов рыб из 12 семейств. 

## Взаимодействие с человеком
Чёрный палтус является ценной промысловой рыбой. Промысел ведётся донными тралами и ярусами. Максимальные мировые уловы в 180 тысяч тонн достигались в 1970 году. В 2010-е году мировые уловы чёрного палтуса варьировали от 114 до 134 тысяч тонн. Больше всех ловят Гренландия и Норвегия. Реализуются в свежем и замороженном виде, а также в меньшей степени в солёном и копчёном виде.
| Год                   | 2006  | 2007 | 2008 | 2009  | 2010  | 2011  | 2012  | 2013  | 2014  | 2015  | 2016  |
| Мировые уловы, тыс. т | 103,5 | 96,2 | 99   | 116,2 | 114,5 | 115,5 | 122,7 | 121,3 | 121,7 | 126,7 | 134,2 |

## Охранный статус
Вследствие перелова Международный союз охраны природы присвоил этому виду статус «Близки к уязвимому положению». В 2010 году Гринпис добавил его в красный лист морепродуктов, то есть список видов, которые продаются в супермаркетах по всему миру и которые подвергаются высокому риску перелова.